# Eau de Paris
Eau de Paris, anciennement Société anonyme de gestion des eaux de Paris (abrégé en SAGEP), est une régie municipale autonome de la ville de Paris chargée de l'approvisionnement en eau de Paris depuis le 1er mai 2009 et de la distribution depuis le 1er janvier 2010.

## Histoire

### Contexte

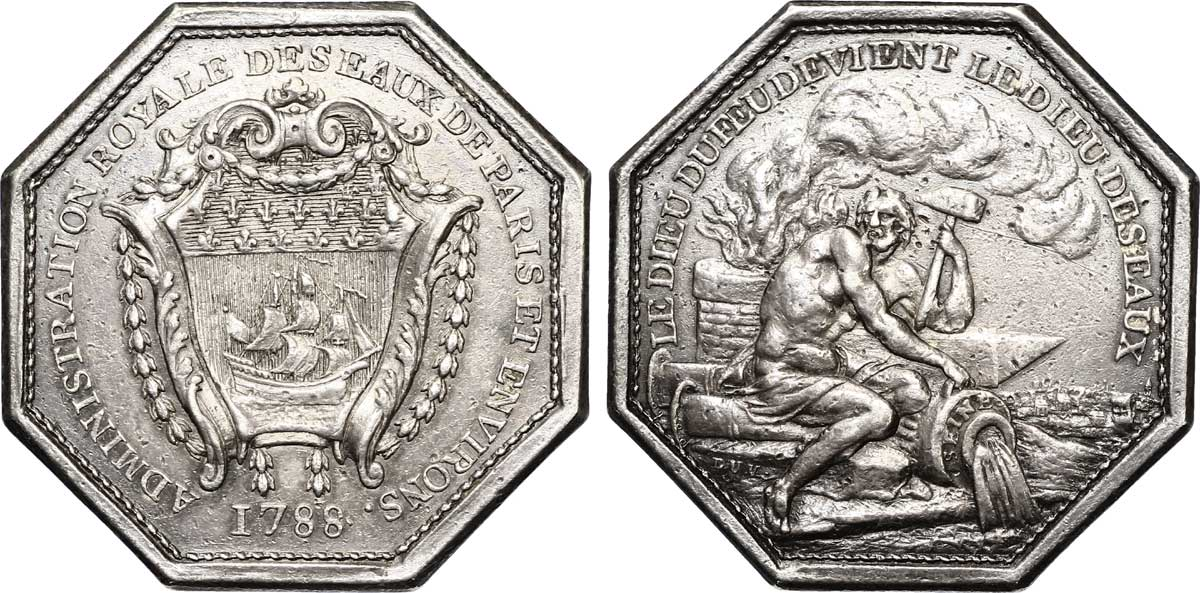
Administration royale des eaux de Paris et environs (1788).

Jusqu’en 1984, la gestion du service des eaux de Paris fonctionne en régie municipale. La gestion commerciale est déléguée à la Compagnie générale des eaux (CGE).
À partir de 1984, la distribution de l’eau parisienne est privatisée et fait l'objet d'une délégation de service public à deux entreprises, la Compagnie générale des eaux et Eau et Force Parisienne des Eaux, filiale de la Lyonnaise des eaux.

### 1987: Société anonyme de gestion des eaux de Paris
En février 1987, la Mairie de Paris créée une société d’économie mixte, la Société anonyme de gestion des eaux de Paris (SAGEP), pour assurer la production d’eau potable pour la capitale. Le capital de cette entreprise est détenu à 70 % par la Mairie de Paris, à 14 % par la Compagnie générale des eaux, 14 % par la Lyonnaise des eaux (groupe Suez) et à 2% par la Caisse des dépôts et consignations.
La distribution de l'eau jusqu'aux robinets des Parisiens est confiée, jusqu'en 2010, à deux sociétés privées :
- la « Compagnie des eaux de Paris », filiale de la Générale des eaux (Vivendi, puis Veolia environnement), au nord de la Seine (rive droite),
- « Eau et force parisienne des eaux », filiale de la Lyonnaise des eaux (Suez Environnement), au sud de la Seine (rive gauche).

### 2005: Société d'économie mixte Eau de Paris
La SAGEP prend le nom d’Eau de Paris en janvier 2005.
En 2007, la participation de la Compagnie générale des eaux et de la Lyonnaise des eaux est rachetée par la Caisse des Dépôts en vue de leur rachat par la mairie de Paris.
Le 24 novembre 2008, le conseil de Paris vote le retour de la distribution de l'eau dans le secteur public au 1er janvier 2010. Les actions détenues par la Caisse des dépôts et consignations, le Crédit municipal de Paris et par les sociétés immobilières municipales RIVP, SAGI, SGIM sont achetées par la ville.

### 2009: Régie municipale Eau de Paris
La régie municipale d'Eau de Paris est constitué sous le statut d’établissement public à caractère industriel et commercial (EPIC) créé à cet effet, il s’occupe à partir de 2009 de la production et du transport de l’eau.
Eau de Paris devient en 2010 l’opérateur municipal du service public de l’eau, et assure aussi sa production, son transport et sa distribution. Le personnel de ces deux sociétés gestionnaires préexistantes sont intégrées à Eau de Paris.
Eau de Paris est désignée comme la personne publique ou privée responsable de la distribution de l'eau. À ce titre, elle est garante de la qualité de l'eau et de la pression jusqu'au robinet du consommateur.

## Aspects techniques
Cette section ne s'appuie pas, ou pas assez, sur des sources secondaires ou tertiaires indépendantes du sujet. Le texte peut contenir des analyses inexactes ou inédites de sources primaires.
Pour l'améliorer, ajoutez-en, ou placez des modèles {{Source secondaire souhaitée}} ou {{Source secondaire nécessaire}} sur les passages mal sourcés. (septembre 2022)
L'eau qui alimente Paris provient pour moitié d'eau souterraine (sources, puits) et pour moitié d'eau de surface.
Les eaux souterraines sont prélevées dans des champs captants situés dans les départements de l’Yonne, de Seine-et-Marne et d’Eure-et-Loir, transportées par les aqueducs de la Vanne, du Loing et de l’Avre, traitées, puis stockées dans des réservoirs en périphérie de Paris[Où ?].
Les eaux de surface sont prélevées dans la Seine ou bien la Marne, sont traitées sur les sites d'Orly et de Joinville-le-Pont puis stockées dans les réservoirs[Où ?].
La capacité totale est de l’ordre de 1,4 million de m3 d'eau, soit environ deux jours de consommation[Quand ?].
Il existe quatre unités de distribution de l'eau :
- unité de distribution sud-ouest : eau des sources de la Vanne traitée à L'Haÿ-les-Roses et eau de la Seine traitée à l'usine d'eau potable d'Orly ;
- unité de distribution nord-ouest : eau des sources de l'Avre traitée à Saint-Cloud ;
- unité de distribution est : eau de la Seine traitée à Orly et eau de la Marne traitée à Joinville ;
- unité de distribution centre : eau des sources du Loing traitée à Sorques et eau de la Voulzie traitée à Longueville[10].

## Histoire et évolution
Alors que des voix se font entendre pour une plus grande mutualisation de la distribution d'eau dans le bassin parisien, le vote du Syndicat des eaux d'Île-de-France (SEDIF) du 11 décembre 2008 pour la reconduction d'une délégation au privé a éloigné l'idée d'un rapprochement entre le SEDIF et Eau de Paris. Eau de Paris a cependant pris contact avec les autres services de l’eau de cette zone (Ville de Saint-Maur, Syndicat d’alimentation en eau potable de la Vallée de Chauvry (SIAEP), Syndicat mixte pour la gestion des eaux de Versailles et de Saint Cloud (SEVESC), Syndicat des Eaux de la Presqu'île de Gennevilliers, SEDIF, Ville de Paris), lors d’une réunion tenue le 4 décembre 2008.
Eau de Paris a la particularité de gérer, en sus du réseau d'eau potable, un réseau d'acheminement d'eau non potable, long de plus de 500 kilomètres, qui permet l'approvisionnement en eau des services municipaux afin d'assurer le nettoyage des rues et le bon fonctionnement des fontaines municipales.

## Quelques chiffres
En janvier 2019, le prix de l’eau par mètre cube hors abonnement est fixé à 3,43 € TTC, qui se répartit entre la production et distribution de l'eau potable pour 1,08 €, l'assainissement pour 1,65 € ainsi que les redevances et taxes pour 0,70 €.
Le réseau est composé de 5550 km de canalisations pour l’eau potable (2000 km), l’eau non potable (1650 km) et l’assainissemennt (1900 km).

## Directions

### Présidences
- Dan Lert, adjoint à la Maire de Paris chargé de la transition écologique, du plan climat, de l’eau et de l’énergie[14]. Président depuis septembre 2020,
- François Vauglin, vice-président réélu en septembre 2020.

Le conseil d'administration comporte vingt membres : 13 représentent de la ville[Qui ?], 2 du personnel, 3 du monde associatif, auxquelles s'ajoutent 2 personnalités "qualifiées"[Qui ?], uniquement investies de voix consultatives.

### Direction générale
- Benjamin Gestin.

L'organisation est composée de huit directions, respectivement chargées de la production, de la qualité de l'eau, de la distribution, du patrimoine, des systèmes d'information, des relations extérieures, du secrétariat général et des ressources humaines et financières.

## Identités visuelles

Ancien logo simple.
Ancien logo avec slogan.
Logo actuel.